# Tiumpan Head
Tiumpan Head (en gaélique écossais : Rubha an Tiùmpain ou Rudha an Tiùmpain) est un cap du Royaume-Uni situé au nord-est  extreme de la péninsule de l'île de Lewis dans les Hébrides extérieures au  nord-ouest de l'Écosse, 

## Phare
Un phare y a été érigé en 1900. Il marque la limite ouest du Minch.

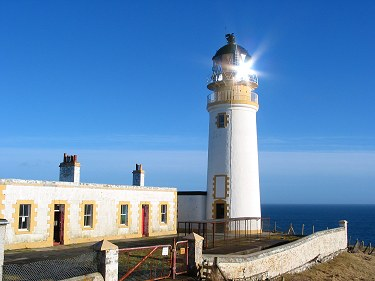
Phare